# Nurlaila Karim
Nurlaila Robbani Karim (Den Haag, 18 januari 1975) is een Nederlands zangeres en musicalactrice.

## Biografie
Karim studeerde een jaar aan De Acteerstudio aangevuld met klassieke ballet- en zanglessen en ze had een aantal jaren piano- en vioolles. 
Karim was in Miss Saigon te zien in het ensemble en was tevens understudy voor de rollen van Gigi en Yvette. Daarnaast was ze ook te zien in het Musical Café (ShowBizCity) en zong in Symfo'99 met het Orkest van de Koninklijke Luchtmacht.
Ook speelde ze in de musicals Fame, Rent en Rocky over the Rainbow. 
In 1998 deed ze mee met het nationaal songfestival. Ze werd met het nummer Alsof Je Bij Me Bent 2e achter Edsilia Rombley.
In 2001 zong ze in de Dinnershow Of The Centuries. Ze was ook vaak te zien in Musicals In Concert 2, Musicals in Ahoy' (2004 en 2006). In het seizoen 2004/2005 verleende Karim in de Nederlandse theaters haar medewerking aan de muziekshow De Munk live!.
In 2006 ging de The Wiz in première waar ze de hoofdrol (Dorothy) in speelde. Vanaf april 2008 tot en met februari 2009 speelde Karim de rol van Fantine in Les Misérables. Voorjaar 2009 was Karim een van de drie 'Special Guests' bij het theaterconcert Rockopera in Concert, opnieuw van het Orkest van de Koninklijke Luchtmacht. In 2012 was Karim te zien in Musical Classics in Ahoy van Rocket Entertainment. In 2014 was Nurlaila te zien als alternate Deloris in de musical Sister Act.
In 2015 speelde Nurlaila in haar eigen show Fourtina. De show is een ode aan zangeres Tina Turner. De première was op 18 januari 2015 in het oude Luxor Theater (Rotterdam). Daarna was de show te zien in verschillende theaters in Nederland. Vanaf 15 mei 2016 speelde Nurlaila als alternate van Carolina Dijkhuizen de rol van Nicki Marron in de musical The Bodyguard. Vanaf september 2016 nam Nurlaila de rol definitief van Carolina over. Van oktober 2017 tot augustus 2018 speelde Nurlaila in de musical On Your Feet! de rol van Gloria Fajardo. Vanaf september 2018 speelde Karim in het Beatrix Theater alternerend met Antje Monteiro de rol van Donna in Mamma Mia!. Karim speelde in september 2019 haar laatste show als Donna. In november maakte ze bekend dat ze voorlopig niet speelt vanwege haar gezondheid. Rosalie de Jong wordt vanuit Duitsland ingevlogen om de alternate-positie over te nemen. Vanaf februari 2020 was Nurlaila te zien als Alternate Tina in de Tina: de Tina Turner musical. In 2023 speelde ze opnieuw de rol van Nicky Marron in The Bodyguard. Ze deelde de rol met Jeannine La Rose.

### Televisie
In het begin van het voorjaar 2007 was Karim te zien op de televisiezender Tien in het talentenjachtprogramma Just the Two of Us. Hierin vormde ze een zangduo met Mark van Eeuwen. In 2022 nam Karim als kandidaat deel aan De Alleskunner VIPS op SBS6.  Ook was ze te zien in de televisieserie Verborgen Verhalen in de aflevering Bente. In 2024 was ze te zien als secret singer in het televisieprogramma Secret Duets.
Karim zong de titelsong van The Lion King II met Stanley Burleson. Tevens verzorgde ze de nasynchronisatie van de tekenfilm Lilo & Stitch, waarbij ze de stem insprak van Lilo's zus Nani. Verder sprak ze de stem in van Stella het Stinkdier in Over the Hedge en Harold Miller in de Bende van Vijf. In 2008 bracht ze een cd uit voor kinderen met nationale en internationale kinderliedjes. Ook sprak ze de stem in van Odile, in de Nederlandstalige versie van de film De Smurfen uit 2011, de Nederlandse stem van Julieta Madrigal in de film Encanto uit 2021, de Nederlandse stem van Helen in de film Turning Red uit 2022, de Nederlandse stem van Rio Morales in de film Spider-Man: Across the Spider-Verse uit 2023, de Nederlandse stem van Cinder Lumen in de Pixar-film Elemental uit 2023. In 2024 sprak Karim de Nederlandse stem in van Afia voor de film Mufasa: The Lion King, In 2025 sprak Karim de Nederlandse stem in van Tūtū, de oude buurvrouw van Lilo en Nani, in de live-action remake van Lilo & Stitch.
Sinds medio 2009 is Karim Goodwill Ambassador van het Medical Knowledge Institute, een internationale non-profit gezondheidszorgorganisatie die zich richt op scholing en informatievoorziening vanuit de overtuiging dat gezondheidszorg een mensenrecht is.

### Prijzen
Karim werd tweede bij het Nationaal Songfestival (1998) met het nummer Alsof Je Bij Me Bent en won in 2001 de John Kraaijkamp Musical Award voor beste vrouwelijke hoofdrol voor haar rol als Mimi in Rent.

## Privé
Uit een eerdere relatie met musicalster Edwin Jonker heeft Karim een zoon en een dochter. In september 2010 trouwde ze opnieuw, nu met Muriel Wolda. Met hem kreeg ze haar derde kind, een dochter. In 2017 scheidde ze van hem.

## Theater
| Jaar      | Titel                        | Rol                                                            | Producent                                              |
| --------- | ---------------------------- | -------------------------------------------------------------- | ------------------------------------------------------ |
| 1996-1999 | Miss Saigon                  | Ensemble / Understudy Gigi en Yvette                           | Stage Entertainment                                    |
| 1999-2000 | Fame                         | Carmen Diaz                                                    | Stage Entertainment                                    |
| 2000-2001 | Rent                         | Mimi Marquez                                                   | Stage Entertainment                                    |
| 2001      | Rocky over the Rainbow       | Dorothy                                                        | Amsterdam Independent Theatre                          |
| 2004-2005 | De Munk live!                | Achtergrondzangeres                                            | ?                                                      |
| 2006-2007 | The Wiz                      | Dorothy                                                        | Stage Entertainment                                    |
| 2008-2009 | Les Misérables               | Fantine                                                        | Stage Entertainment                                    |
| 2013-2014 | Sister Act                   | Alternate Deloris van Cartier                                  | Stage Entertainment                                    |
| 2015      | Fourtina                     | Tina Turner                                                    | TheDreamLab i.s.m. MW Productions en Mike Schäperclaus |
| 2016-2017 | The Bodyguard                | Nicki Marron (alternate tot augustus 2016, hierna eerste cast) | Stage Entertainment                                    |
| 2017-2018 | On Your Feet!                | Gloria Fajardo                                                 | Stage Entertainment                                    |
| 2018-2019 | Mamma Mia!                   | Alternate Donna Stuiveling                                     | Stage Entertainment                                    |
| 2020-2022 | Tina: de Tina Turner musical | Alternate Tina Turner                                          | Stage Entertainment                                    |
| 2023-2024 | The Bodyguard                | Nicki Marron                                                   | Stage Entertainment                                    |
| 2024      | De 3 Biggetjes               | Ganda, mama Big                                                | Studio 100                                             |
| 2025-2026 | Hairspray                    | Motormouth Maybelle                                            | De Graaf & Cornelissen Entertainment                   |

## Discografie

### Albums
- The Light In The Darkness (1992)
- Een wereld vol liedjes (2011)
- Chameleon (2013)

### Singles
- Jumaidy (1993)
- Als je doet wat je doet (1997)
- Alsof je bij me bent (1996)
- Alles draait om jou (duet met Stanley Burleson, 1999)
- Fame (2000)
- Key of Life met Ohmna (2009)
- Feels Like Home (2022)
- My girl (2022)

- Gemeinsame Normdatei: 1021983799
- International Standard Name Identifier: 0000 0004 7164 8541
- MusicBrainz: c1a26a97-2d1a-457c-93b9-adb0c56b62ab
- Nederlandse Thesaurus van Auteursnamen: 32747372X
- Virtual International Authority File: 251571547
- WorldCat: E39PBJvHg4y6yJDPHRDFrV63Qq